# Équipe du pays de Galles de rugby à XV au Tournoi des Cinq Nations 1965
L'Équipe du pays de Galles de rugby à XV au Tournoi des Cinq Nations 1965 termine première en remportant trois victoires et en perdant contre l'équipe de France. Seize joueurs contribuent à ce succès. 

## Liste des joueurs

### Première ligne
- Denzil Williams
- Norman Gale
- Ron Waldron

### Deuxième ligne
- Brian Price
- Brian Thomas
- Bill Morris

### Troisième ligne
- Alun Pask
- Haydn Morgan
- Gareth Prothero

### Demi de mêlée
- Clive Rowlands  (capitaine)

### Demi d'ouverture
- David Watkins

### Trois quart centre
- John Uzzell
- John Dawes

### Trois quart aile
- Stuart Watkins
- Dewi Bebb

### Arrière
- Terry Price

## Résultats des matchs
- Le 16 janvier, victoire 14-3 contre l'équipe d'Angleterre à Cardiff
- Le 6 février, victoire 14-12 contre l'équipe d'Écosse à Édimbourg
- Le 13 mars, victoire 14-8 contre l'équipe d'Irlande à Cardiff
- Le 27 mars, défaite 22-13 contre l'équipe de France  à Paris

## Statistiques

### Meilleur réalisateur
- Terry Price : 18 points

### Meilleur marqueur d'essais
- Stuart Watkins : 4 essais